# Tricoleus incertus
Tricoleus incertus is een keversoort uit de familie Tricoleidae. De wetenschappelijke naam van de soort is voor het eerst geldig gepubliceerd in 1969 door Ponomarenko.